# کلاغان (نیشابور)
کلاغان روستایی در دهستان مازول بخش مرکزی شهرستان نیشابور استان خراسان رضوی ایران است.

## جمعیت
بر پایه سرشماری عمومی نفوس و مسکن در سال ۱۳۹۵ جمعیت این روستا ۴۴۲ نفر (۱۴۲خانوار) بوده‌است.